# Криворізький швидкісний трамвай
Криворізький швидкісний трамвай (офіц.), Криворізький  метротрамвай (факт.) (розм. — метро́, швидкісни́й) — частково підземна позавулична швидкісна легка рейкова транспортна система (або ж легкий різновид метрополітену) у Кривому Розі, Україна. Експлуатується комунальним підприємством «Швидкісний трамвай».
Має дві лінії загальною довжиною 18 км, якими прокладено чотири маршрути. Налічує 11 станцій, чотири з яких — підземні, дві — естакадні, та три — частково підземні. Станції та лінії збудовано за стандартами метрополітену, проте у якості рухомого складу використовуються поїзди з трамвайних вагонів. Єдине місце в країні, де узаконено лівосторонній рух.

## Історія

### Радянський період

Перший рейс (1986)

Проєкт будівництва було розроблено в 1972 році харківським інститутом «УкркомунНДІпроект», Міністерством житлово-комунального господарства УРСР та «Харківметропроєкт» Міністерства будівництва УРСР. За радянськими стандартами спорудження метрополітену передбачалося лише в містах-мільйонниках, а населення Кривого Рогу у 1970-х роках, коли проєктувалася система, становило 700 тисяч мешканців. Тому було спроектовано легкорейкову систему, яка відповідає стандартам метрополітену, але використовує трамвайний рухомий склад.
Будівництво почалося в 1974 році. Відкриття першої черги зі станціями «Майдан Праці», «Жовтнева», «Майдан Артема» й тимчасовою зупинкою поблизу сучасної станції «Мудрьона» відбулося 26 грудня 1986 року. Лінію обслуговували 7 потягів.
Другу чергу булу відкрито з запізненням через часті затоплення тунелів ґрунтовими водами й фінансовою кризою кінця 1980-х. 13 лютого 1988 року відкрили станцію «Будинок Рад» з одноколійним рухом до неї від «Дзержинської». 2 травня 1989 року друга черга запрацювала після відкриття станцій «Дзержинська», «Проспект Металургів» та «Кільцева», споруди старої станції «Дзержинська» було демонтовано.

### У Незалежній Україні
Будівництво третьої черги велося за часів незалежності України, починаючи з 1992 року. Попри складне економічне становище, станції цієї дистанції теж будувалися за стандартами метрополітену. 26 жовтня 1999 року відбулося відкриття лише двох станцій з п'яти, запланованих у третій черзі: «Індустріальна» й «Зарічна». Після введення в експлуатацію нової дистанції станція «Майдан Праці» виявилася розташованою осторонь від головної лінії (хоча й у безпосередній близькості від неї). Тому було введено поділ маршрутів на 1М і 2М (велика літера М додається до усіх номерів маршрутів метротраму, зокрема й гібридних). 19 червня 2000 року відкрили станцію «Електрозаводська», 19 травня 2001 року — «Міська лікарня». Станцію «Вовнопрядильну» законсервовано у 2001 році через те, що поруч із нею немає житлової забудови.

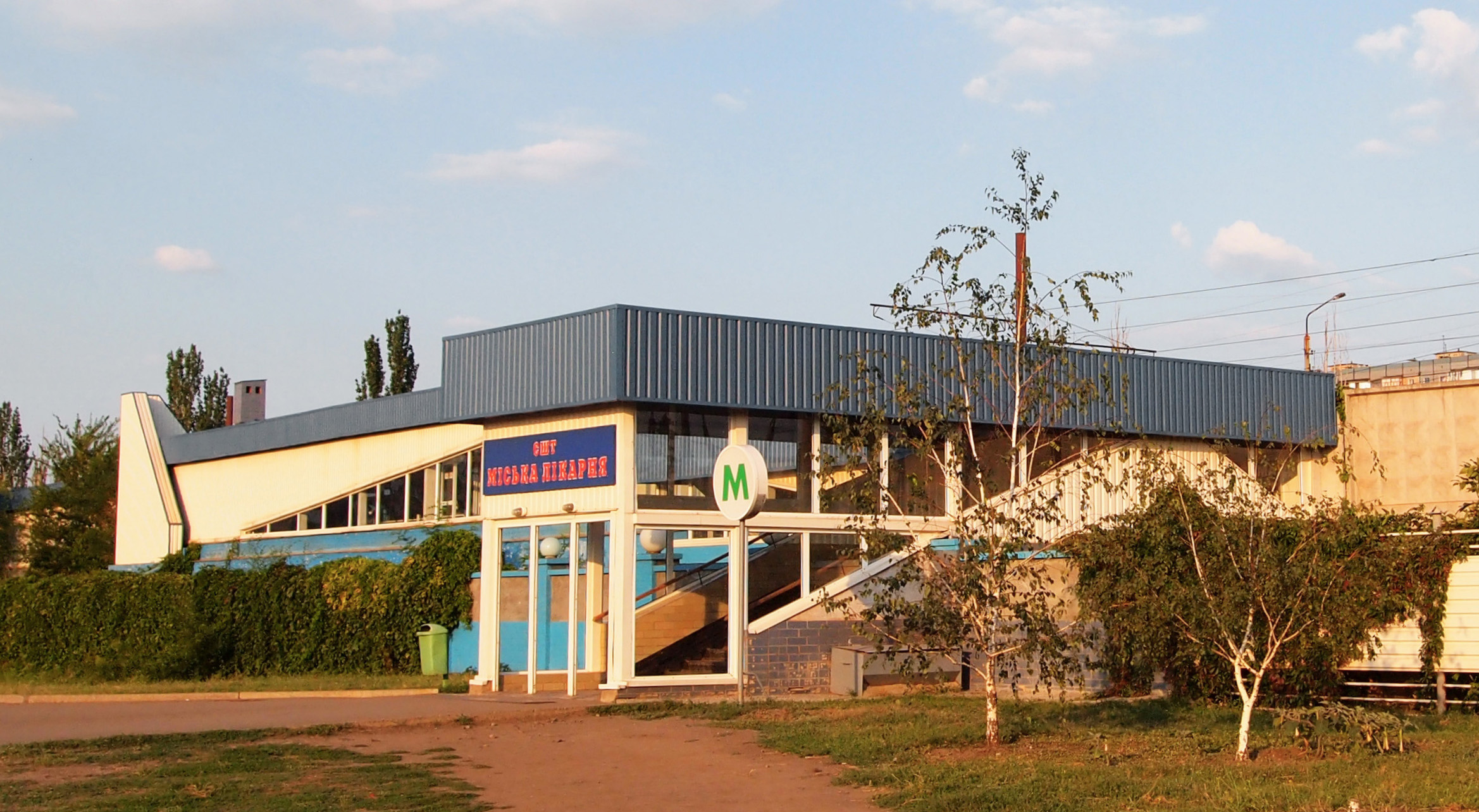
Міська лікарня, найновіша станція

У 2003 році було впроваджено новий логотип: червоні літери «ШТ» (скорочено від «Швидкісний Трамвай») на білому тлі замінили на зелену «М» (скорочено від «Метрополітен»).
Рішенням Криворізької міської ради від 28 лютого 2007 року станції «Жовтнева» було надано нову назву — станція «Імені Гутовського» — на честь Григорія Гутовського — останнього радянського мера Кривого Рогу, за часів якого в місті було збудовано й відкрито підземку.
В 2012 році розпочалася інтеграція лінії 2М до трамвайної мережі, 25 травня, напередодні дня міста, відбулося урочисте відкриття нового гібридного маршруту 3М . У районі колишньої станції «Кільцева» (яку було закрито, а колію — розібрано) на місці гейту було споруджено лінію, що дозволяє здійснювати виїзд на лінію міського трамваю. Таким чином, до звичного маршруту додалися ще 4 трамвайні зупинки у південному напрямку, де кінцева — «Кільце АМКР». Така перебудова мала як прихильників, так і незадоволених серед криворіжців. Перші задоволені можливістю дістатися прохідної меткомбінату без пересадок, другі — закидають недоцільність витрати коштів (₴ 3,8 млн. ~ $ 250 тис.) на таку незначну модернізацію, а також дорікають уповільненням поїздів, та можливістю їх скорішого зношення та псування. Вже в день відкриття нового маршруту із рухомим складом на лінії міського трамвая сталося кілька поломок, були ускладнення руху. Аварії у системі трапляються доволі часто.

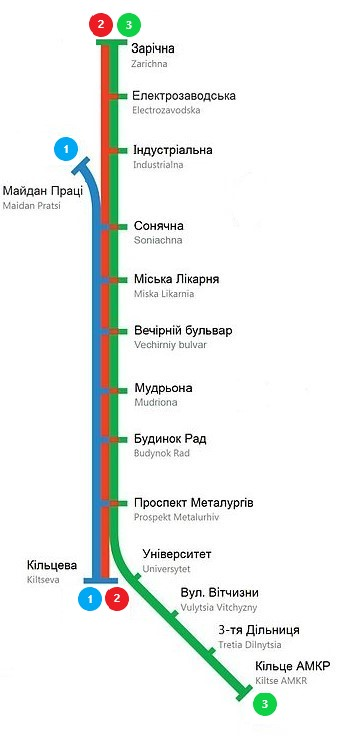
Схема маршрутів 2012 року (нині втратила актуальність)

У серпні 2012 року було відновлено роботу станції «Кільцева» — тепер посадка й висадка пасажирів здійснюється одночасно на одній, новозбудованій платформі. Введено маршрут 3М («Зарічна» — «Кільце АМКР»), маршрути 1М та 2М почали курсувати за своїми старими напрямками. Крім того, здійснити посадку на «Кільцевій» можна лише на маршрути 1М та 2М, а маршрут 3М проходить повз станцію. 2016 р., після прийняття закону про декомунізацію, було змінено назви трьох станцій: «Імені Гутовського» (на честь Григорія Гутовського) стала «Сонячною»; «Майдан Артема» (на честь Артема) було змінено на «Вечірній Бульвар»; станція «Дзержинська» (на честь Фелікса Дзержинського) стала «Мудрьоною».
8 січня 2024 року внаслідок ракетного удару російськими окупантами пошкоджена лінія та контактна мережа на перегоні швидкісного трамваю «Вечірній бульвар» — «Міська лікарня». 11 січня 2024 року на цьому перегоні відновлений рух за маршрутом № 1М «Зарічна» — «Майдан Праці».

## Рухомий склад
На лініях використовуються трамвайні вагони. Це є одним з аргументів стосовно того, що система не є метрополітеном. Однак, відомий дослідник метро Роберт Швандль (засновник http://urbanrail.net) не вважає тип рухомого складу критерієм належності до метрополітену.

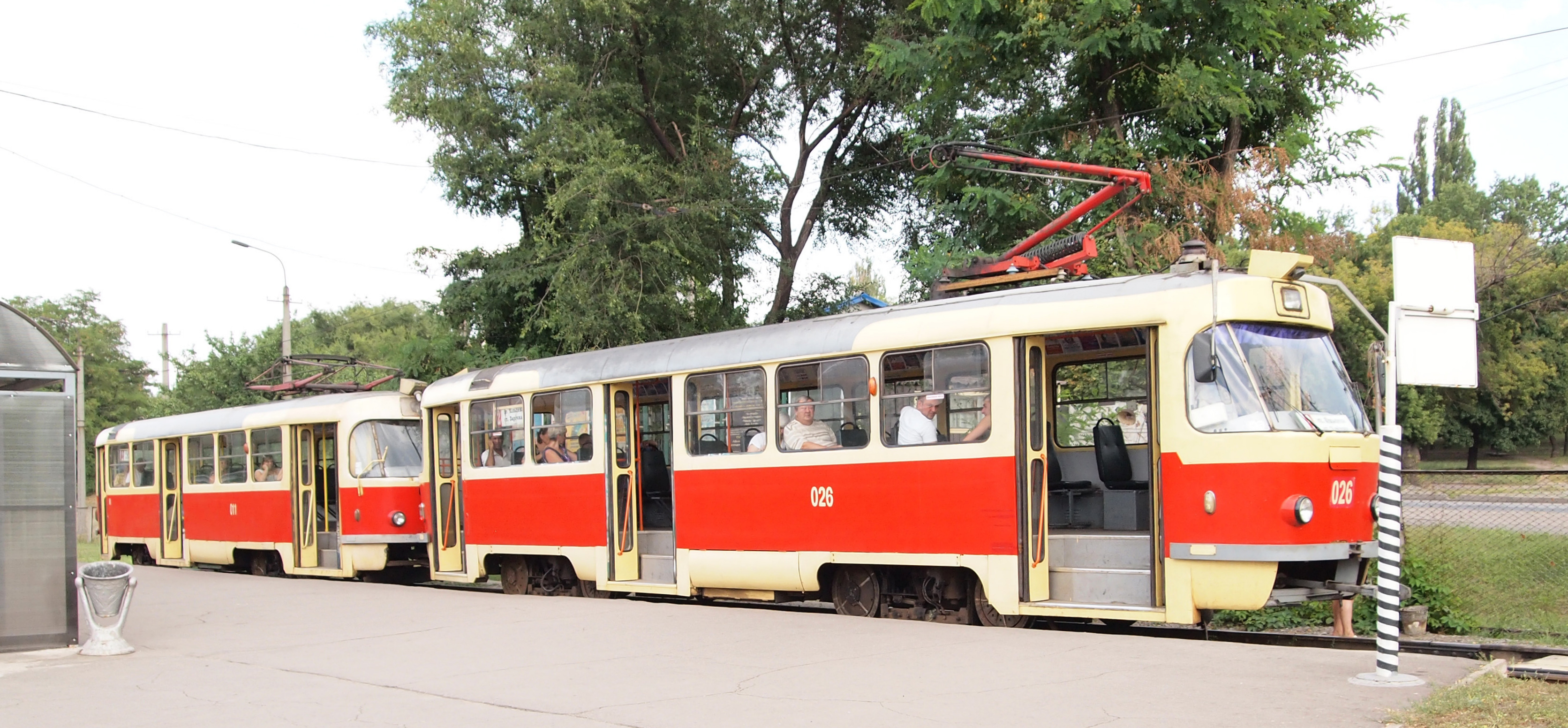
Tatra T3SU на станції «Кільцева»

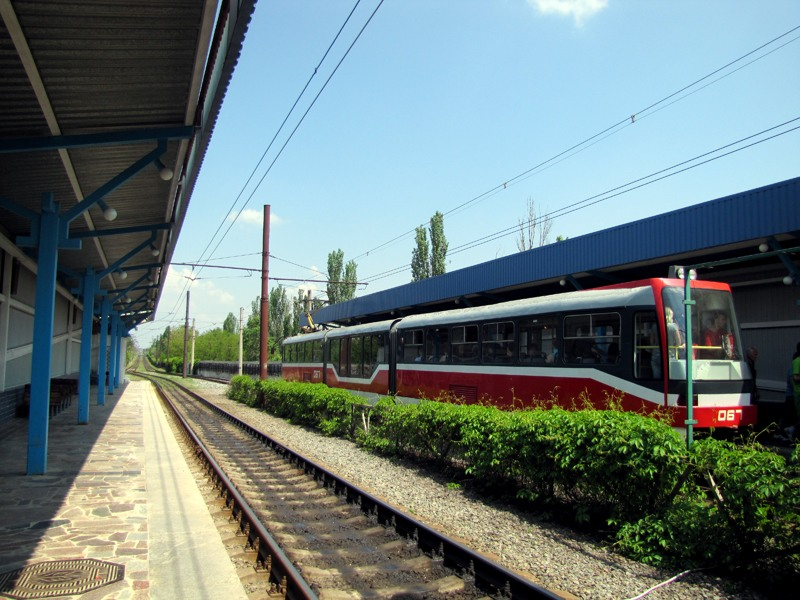
Tatra KT3UA на станції «Міська лікарня»

Найчисельнішими є вагони Tatra T3. У 1986 році було придбано 15 вагонів модифікації Tatra T3SU (№ 001-015), у 1987 році ще 35 (№ 016-050). Через фінансову кризу, у 1993 році було придбано не нові вагони, а зужиті — 2 Tatra T3SU із Запоріжжя (№ 051—052) і 11 відремонтованих Tatra T3 з Праги (№ 053-063). Останні мали напівпантограф, змінену систему опалення, великі дзеркала заднього виду, по одному сидінню в кожному ряді і більшу кількість поручнів. Згодом напівпантограф і великі дзеркала заднього виду почали встановлювати й на інших вагонах. Усі криворізькі Tatra T3 тридверні; у передній маршрутовказівник убудовано додаткову третю фару. З 2005 року вагони № 001-047 і № 064-066 були модернізовані на Tatra T3R.P Дарницьким трамвайним депо в Києві. У 2005 році там же шляхом з'єднання двох вагонів Tatra T3 за допомогою низькопідлогової секції було створено вагон Tatra KT3UA № 067, у 2009 році було створено аналогічний вагон № 068 з колишніх № 051—052.
У 1993—1995 роках придбали 11 вагонів 71-611 (№ 201—211). Це особлива модифікація 71-608 з шістьома дверима по три в кожен бік та повернутими у салон сидіннями. Всього було випущено 13 таких вагонів спеціально для Криворізької підземки, а також Волгоградського швидкісного трамваю, де також є підземні ділянки.
Трамваї курсують по одному або зчепленими по два, три. У травні 2012 року трамваї, що курсують гібридними маршрутами 3М та 4М, зчеплені з трьох вагонів, були роз'єднані, адже не могли маневрувати на лінії міського трамваю.
З 9 вересня 2020 року, після семирічної перерви, розпочав роботу тривагонний поїзд на маршруті лінії 1М.

## Інфраструктура

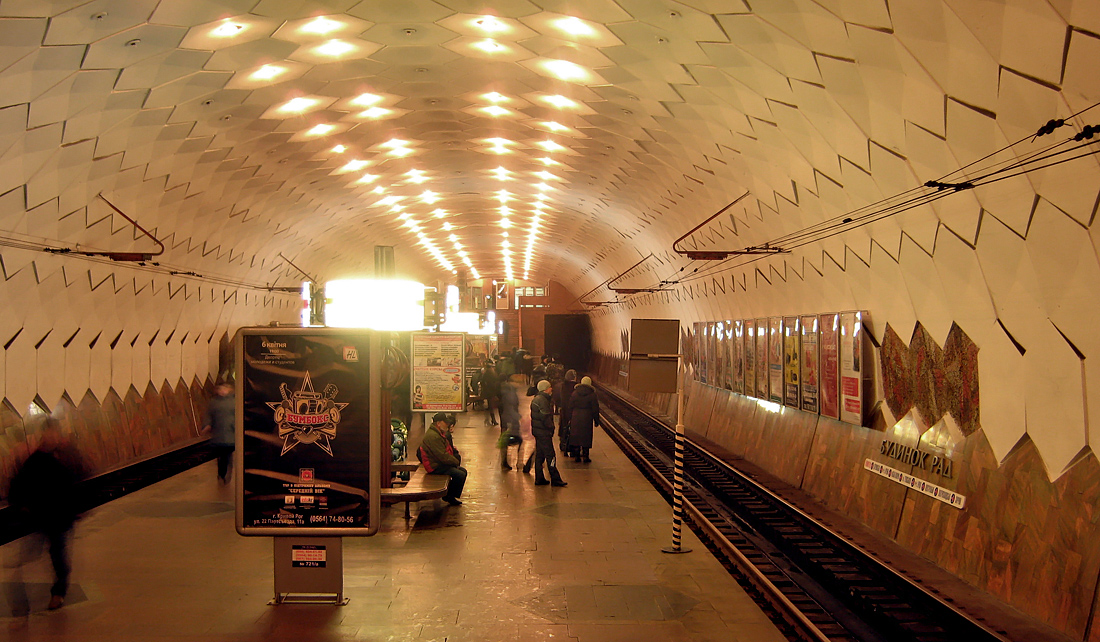
Станція «Міська рада» (2012)

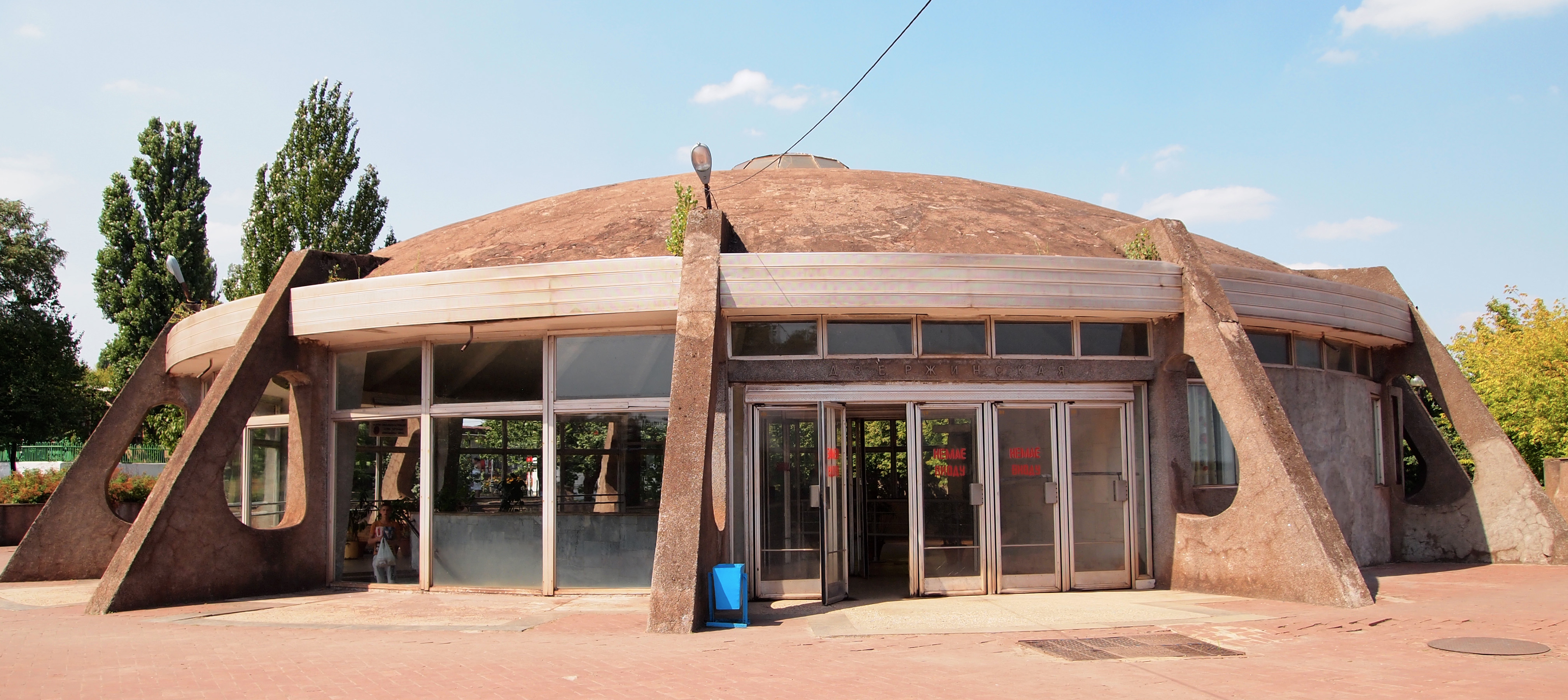
Вхід до станції «Мудрьона» (2013)

### Тунелі, перегони та колії
Найдовша лінія завдовжки близько 17 км[джерело?]. Тунелі, що проходилися закритим способом, збудовано за стандартами метрополітену; лінія не має однорівневих перетинів, усі наземні дистанції шляху огороджені високим бетонним парканом. На лінії 5 підземних ділянок мілкого закладання. З півночі, від станції «Зарічна» перший тунель зі станцією «Електрозаводська» проходить під пагорбом на південній околиці мікрорайону Зарічний. Другий і третій тунелі проходять під автодорогами на перегонах «Електрозаводська» — «Вовнопрядильна» та «Індустріальна» — «Сонячна». Четвертий тунель зі станцією «Вечірній бульвар» проходить під пагорбом біля Вечірнього бульвару. П'ятий тунель проходить під Соцмістом від станції «Мудрьона» до середини перегону між «Проспектом Металургів» і «Кільцевою». Між «Мудрьоною» і «Будинком Рад» тунелі різних напрямків міняються місцями під землею без прямого перетину, проходячи один над другим. Це змінює рух з правостороннього на лівосторонній, щоб трамвайні вагони могли здійснювати висадку пасажирів зліва на станціях з острівною платформою. Через це «Український тиждень» назвав криворізьку підземку єдиним місцем у країні, де легалізовано лівосторонній рух. Від «Мудрьоної» до «Проспекту Металургів» тунель прокладався закритим способом, за допомогою прохідницького щита, він має круглу форму; за станцією «Проспект Металургів» — відкритим способом, він прямокутний у формі з трапецієподібною верхньою частиною для контактного дроту.
Між станціями «Будинок Рад» та «Проспект Металургів» є службова зупинка — там розташовані насоси та інші агрегати для захисту тунелю від ґрунтових вод; є можливість переходу до зустрічного тунелю або виходу на поверхню на Соцмісті. Трамваї на ній не зупиняються, але зменшують швидкість до 10—15 км/год.
На перегоні «Вечірній бульвар» — «Мудрьона» лінія проходить по дамбі Саксаганського водосховища та одного з прилеглих ставків, перед станцією «Кільцева» — через міст над Другим ставком на Соцмісті.
Планами розвитку Криворізького метротраму передбачалося продовження основної лінії, як у південному напрямку (в бік Червоної), так і в північному (від «Зарічної» до залізничної станції Рокувата в бік Тернів), а у подальшій перспективі — подовження другої і будівництво третьої ліній. Проте з обранням нового міського голови — Юрія Вілкула стратегію розвитку міського транспорту було змінено — після приєднання в травні 2012 року ліній метро до лінії міського трамвая, плани розвитку метротраму передбачають пуск у бік житломасивів Карачунів та Довгинцевого.

### Станції
| Назва станції       | Дата відкриття            | Тип                                                                      | Попередні назви             |
| ------------------- | ------------------------- | ------------------------------------------------------------------------ | --------------------------- |
| Зарічна             | 1999                      | Естакадна, закрита, з бічними платформами                                |                             |
| Електрозаводська    | 2000                      | Підземна мілкого закладання, колонна, двопрогінна з бічними платформами  |                             |
| ВПФ                 | Не введена в експлуатацію | Наземна, закрита, з береговими платформами                               |                             |
| Індустріальна       | 1999                      | Наземна, закрита, з бічними платформами                                  |                             |
| Майдан Праці        | 1986                      | Наземна, відкрита, на розворотному кільці                                |                             |
| Сонячна             | 1986                      | Естакадна, закрита, з бічними платформами                                | Жовтнева, імені Гутовського |
| Міська лікарня      | 2001                      | Наземна, відкрита, з бічними платформами на дузі                         |                             |
| Вечірній бульвар    | 1986                      | Підземна мілкого закладання, колонна, двопрогінна, з бічними платформами | Майдан Артема               |
| Мудрьона            | 1986                      | Наземна, закрита, з береговими платформами                               | Дзержинська                 |
| Будинок Рад         | 1988                      | Підземна мілкого закладання, односклепінна, з острівною платформою       |                             |
| Проспект Металургів | 1989                      | Підземна мілкого закладання, односклепінна, з острівною платформою       |                             |
| Кільцева            | 1989                      | Наземна, відкрита, на розворотному кільці                                |                             |

### Електрогосподарство та депо

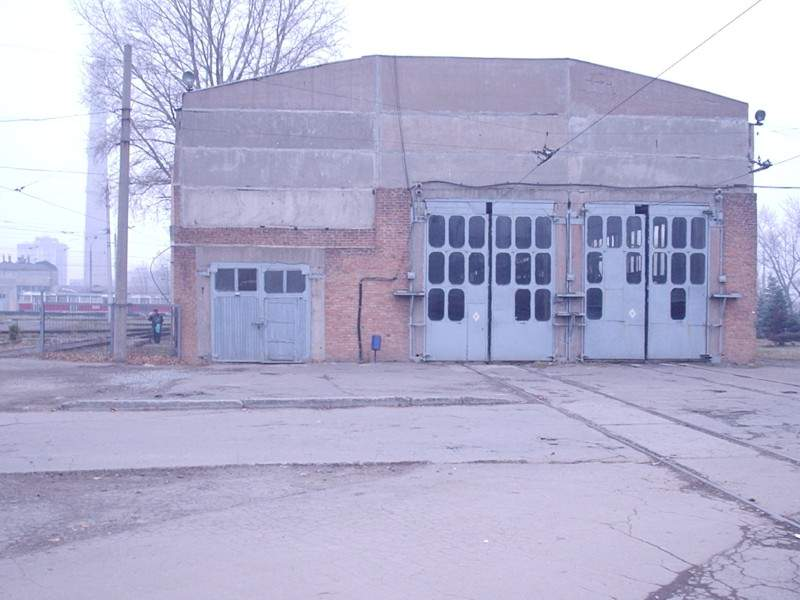
Депо метротраму

Електрогосподарство метротраму є типовим для трамвайних систем:
- номінальна напруга живлення рухомого складу складає 550 В.
- верхня повітряна контактна мережа
- тягові підстанції міського електротранспорту

Контактна мережа змонтована у вигляді повітряного дроту з поздовжньо-ланцюговим підвішуванням. На підземних ділянках контактний дріт подвоєний для зменшення механічних навантажень від перенапружених струмоприймачів, що викликано низьким підвішуванням дроту у малих габаритах тунелю.
Депо метротраму розташоване біля станції «Майдан Праці»; є пункт технічного обслуговування вагонів за «Зарічною». Раніше на перегоні «Вечірній бульвар» — «Мудрьона» був гейт до залізничної станції Мудрьона. Як система інтервального регулювання руху рухомого складу використовується автоблокування та сигналізація для лінії швидкісного руху, розроблена під керівництвом Володимира Веклича в НДКТІ КГ. На кожній станції працюють інтервальні годинники з відліком від останнього відправлення поїзда. «Вечірній бульвар», «Будинок Рад» та «Проспект Металургів» у 2014 році були обладнані вільною Wi-Fi-мережею.

## Маршрути
24 серпня 2015 року було запроваджено новий гібридний маршрут від станції «Зарічна» до ПівдГЗК, який отримав назву 4М.
З 17 лютого 2017 року подовжений маршрут 3М курсує за маршрутом «Зарічна» — НКГЗК.

## Оплата проїзду

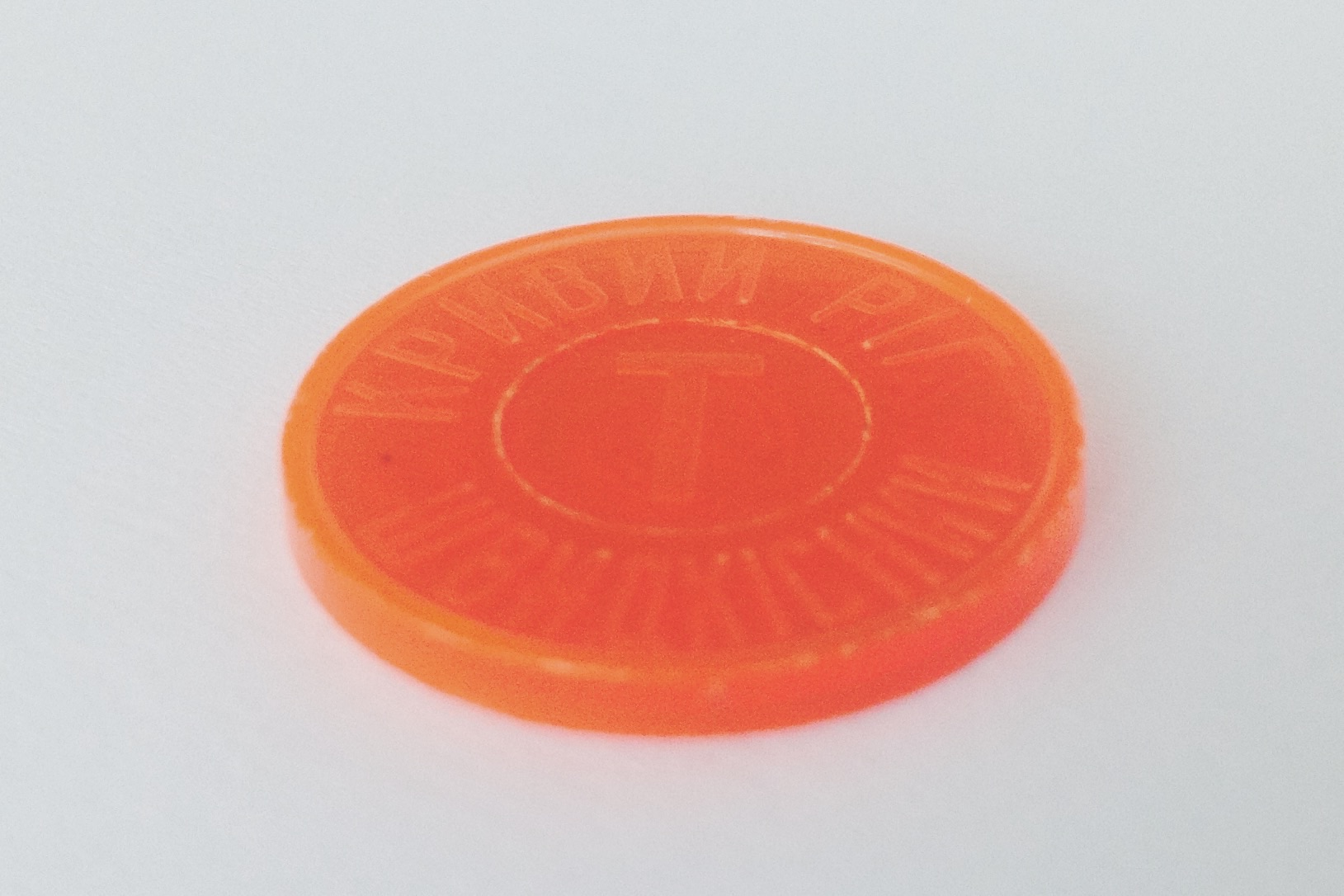
Жетон для проїзду

Оплата проїзду здійснювалась жетонами, які опускалися в турнікети при вході на станції метро. Жетони продавалися в касах на кожній станції. У радянський час замість жетонів використовувалися монети номіналом 5 копійок. Автомати для розміну дрібних грошей збереглися на станції «Будинок Рад». Під час інфляції початку 1990-х використовували квитки. Наприкінці 1990-х на жетонах зображувалася реклама банку «INKO». Після його закриття їх вивели з обігу, але згодом знову ввели через зношеність небрендованих жетонів.
Жетони виготовлялися в Харкові, це одні з перших пластмасових жетонів для транспорту на території України. Станом на 2015 рік метротрам — це одна з останніх систем громадського транспорту в країні, де не використовуються безконтактні електронні картки. Для пільгового проїзду використовуються паперові квитки.
З 1 серпня 2005 року вартість проїзду становила 0,60 ₴, з 1 вересня 2006 року — 1,00 ₴, з 13 серпня 2011 року проїзд коштував 1,20 ₴.
З травня 2012 року вартість проїзду підвищилась до 1,50 ₴ (пільговий проїзд коштував 0,75 ₴). Разом із пуском нової лінії змінилась система оплати за проїзд — на останній станції ШТ перед виїздом на лінію міського трамвая у трамвай заходять кондуктори і, починаючи з зупинки «Економічний інститут» продають паперові квитки. На зворотному шляху від зупинки «Кільце КМК» кондуктори збирають плату за проїзд до станції «Металургів» і виходять із вагонів.
У грудні 2016 вартість проїзду підвищилась до 2,50 ₴.
Підтримується Google Pay, Apple Pay та безконтактна оплата
В період карантину з 6 квітня по 21 травня 2020 року проїзд здійснювався безкоштовно за наявності перепустки, що давала право працівникам, робота яких є життєвонеобхідною для міста, на безоплатний проїзд.
З 1 травня 2021 року набуло чинності рішення Криворізької міської ради про безкоштовний проїзд в громадському міському комунальному  транспорті для мешканців Кривого Рогу при наявності «Карти криворіжця».
27 квітня 2022 року на черговій сесії Криворізької міськради було одностайно прийняте рішення про запровадження безкоштовного проїзду в громадському міському комунальному  транспорті для усіх пасажирів.